# Selenidium cruzi
Selenidium cruzi is een soort in de taxonomische indeling van de Myzozoa, een stam van microscopische parasitaire dieren. Het organisme komt uit het geslacht Selenidium en behoort tot de familie Selenidiidae. Selenidium cruzi werd in 1917 ontdekt door de Faria, da Cunha & da Fonseca.